# Cichociemni

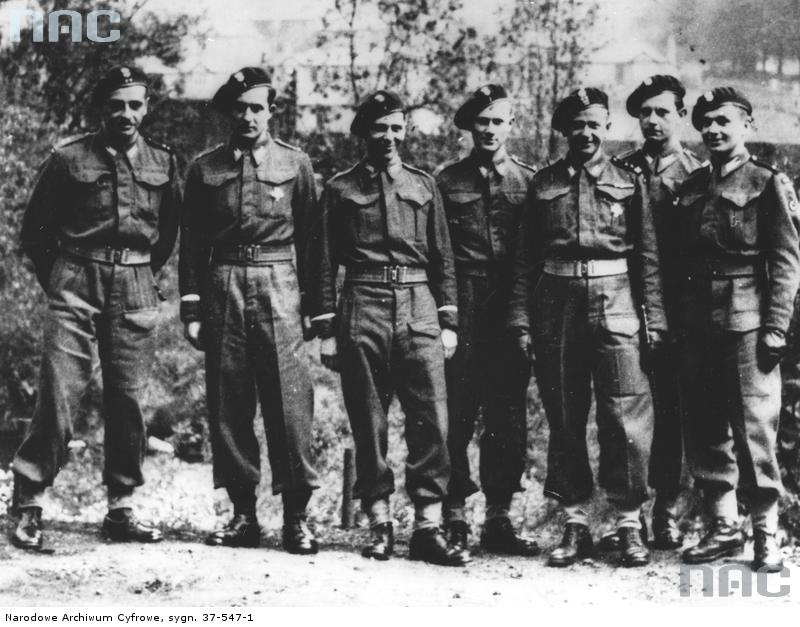
Un battaglione di Cichociemni in Gran Bretagna

I cichociemni  ("silenziosi invisibili", sebbene in polacco "ciemni" significhi propriamente "oscuri" i "ignoranti") erano un corpo di paracadutisti d'élite impiegato in operazioni speciali dell'esercito polacco in esilio, creato nel Regno Unito durante la seconda guerra mondiale per operare nella Polonia occupata (Cichociemni Spadochroniarze Armii Krajowej ).
Circa due migliaia e mezzo soldati dell'esercito polacco si offrirono volontari per essere addestrati da agenti del SOE (Special Operations Executive) polacchi e britannici. Solo solo poco più di 600 completarono l'addestramento e alla fine 316 furono segretamente paracadutati nel territorio della Polonia occupata. La prima operazione (chiamata "ponte aereo") ebbe luogo il 15 febbraio 1941 e fu condotta dal capitano Józef Zabielski, dal maggiore Stanisław Krzymowski e dal corriere politico Czesław Raczkowski. Dopo il 27 dicembre 1944 non ci furono ulteriori operazioni poiché la maggior parte della Polonia era ormai occupata dall'Armata Rossa.
Inizialmente gli addestramenti avvenivano in Scozia nell'ambito della preparazione alle missioni per la resistenza polacca nella Polonia occupata, come lo sgombero di edifici e la demolizione di ponti. Nel 1944 ne fu effettuato uno anche a Brindisi, che era in mano agli Alleati.
Dei 316 cichociemni, 103 morirono durante la guerra: in combattimento con i tedeschi, giustiziati dalla Gestapo o in incidenti. Altri nove furono giustiziati dopo la guerra dalla Repubblica popolare polacca, il cui regime comunista era ostile ai cichociemni, considerati infiltrati ideologizzati anglo-britannici. 91 agenti presero parte alla rivolta di Varsavia del 1944.

## Nome
Le origini del nome forse non si sapranno mai con certezza. Probabilmente si deve al modo in cui alcuni soldati scomparivano dalle loro unità di linea durante la notte per offrirsi volontari per il servizio di operazioni speciali, e descrive anche coloro "che appaiono silenziosamente dove meno te lo aspetti, creano scompiglio con il nemico e scompaiono da dove sono venuti, inosservati, invisibili."
All'inizio il nome era informale, utilizzato principalmente da chi si offriva volontario per paracadutarsi in Polonia, ma dal settembre 1941 divenne ufficiale e fu usato in tutti i documenti. Veniva applicato all'unità di addestramento segreta del quartier generale polacco creata per fornire agli agenti le conoscenze, il denaro e le attrezzature necessarie e agli agenti che venivano trasportati in Polonia e in altri paesi occupati dai tedeschi.

## Storia
Il 30 dicembre 1939 il capitano Jan Górski, ufficiale dell'esercito polacco fuggito in Francia dopo l'invasione della Polonia, redasse un rapporto per il capo di stato maggiore polacco. Propose di creare un'unità segreta per mantenere i contatti con l'organizzazione di difesa clandestina ZWZ (Związek Walki Zbrojnej - Unione per la lotta armata), utilizzando un gruppo di soldati ben addestrati. Il rapporto fu ignorato, ma Górski lo ripresentò più volte. Alla fine il comandante dell'aeronautica polacca generale Zając rispose che, sebbene la creazione di una tale unità sarebbe stata una buona mossa, l'aeronautica non aveva mezzi di trasporto né strutture di addestramento per tale unità.
Górski e il suo collega Maciej Kalenkiewicz continuarono a studiare la possibilità di impiegare paracadutisti e forze speciali. Dopo la capitolazione della Francia riuscirono a raggiungere il Regno Unito. Studiarono documenti sui paracadutisti tedeschi e elaborarono un piano per creare in esilio una forza aviotrasportata polacca da utilizzare in operazioni di supporto segrete. La forza doveva essere impiegata esclusivamente in aiuto di una futura rivolta nella Polonia occupata. Il loro piano non fu mai adottato, ma il 20 settembre 1940 il comandante in capo polacco generale Władysław Sikorski ordinò la creazione della Sezione III dello Stato maggiore del comandante in capo (Oddział III Sztabu Naczelnego Wodza), lo scopo della quale era la pianificazione di emergenza per operazioni segrete in Polonia, la consegna aerea di armi e rifornimenti e l'addestramento dei paracadutisti.

### Formazione
La Sezione III iniziò subito a reclutare volontari. Quelli selezionati lasciarono le loro ex unità in segreto, senza dire nulla e di notte - da qui il nome forse inizialmente scherzoso. Solo 605 su 2.413 candidati riuscirono a completare la formazione e superare tutte le prove (secondo altre fonti, 606 su 2613); di questi 579 ebbero la qualifica per il trasporto aereo.
Tra i volontari c'erano 1 generale, 112 ufficiali di stato maggiore, 894 ufficiali, 592 sottufficiali, 771 soldati, 15 donne e 28 emissari civili del governo polacco in esilio. La formazione istituita dalla Sezione VI dello Stato Maggiore Generale (Oddział VI Sztabu Naczelnego Wodza) e dal Special Operations Executive (SOE) britannico comprendeva cinque corsi:
- corso di allenamento (kurs zaprawowy)
- corso di indagini psicologiche e tecniche (kurs badań psychotechnicznych)
- corso di paracadutismo (kurs spadocronowy)
- corso sulle operazioni segrete (kurs walki konspiracyjnej)
- corso informativo (kurs odprawowy)

Durante la prima fase a tutti i volontari veniva insegnato l'uso di ogni tipo di arma (armi inglesi, polacche, tedesche, russe e italiane) e delle mine. In corsi aggiuntivi i soldati venivano addestrati in operazioni segrete di base, topografia, crittografia e tiro di precisione. Si insegnavano anche i dettagli della vita nella Polonia occupata, dalle leggi imposte dai tedeschi al modo di vestire attuale nella Varsavia occupata. Il quarto corso era dedicato a tutti i tipi di operazioni segrete, jujitsu e spari a bersagli invisibili. Il corso di briefing prevedeva l'apprendimento di una nuova, falsa identità. Tutti i soldati che superarono l'addestramento prestarono giuramento come membri dell'Armia Krajowa (Esercito nazionale).

### Ponti aerei
La prima operazione di ponte aereo ebbe luogo il 15 febbraio 1941. I comandi aerei alleati effettuarono complessivamente 483 operazioni sui ponti aerei, perdendo 68 aerei a causa degli incidenti e del fuoco nemico. Oltre agli stessi cichociemni, furono trasportati circa 630 tonnellate di materiale bellico in contenitori speciali. Gli agenti fornirono all'Esercito Nazionale le seguenti somme di denaro:
- 40.869.800 zloty falsi;
- US$ 26.299.375 in banconote e oro;
- £ 1.755 in oro;
- RM 3.578.000.

Entro il 27 dicembre 1944 si paracadutarono con successo in Polonia 316 soldati e 28 emissari. Inoltre, 17 agenti furono lanciati in Albania, Francia, Grecia, Italia e Jugoslavia. Un numero imprecisato di polacchi (tra cui la più nota, Krystyna Skarbek) fu paracadutato in Francia dall'esecutivo britannico delle operazioni speciali per avviare un movimento clandestino tra la minoranza polacca composta da mezzo milione di persone.
Sebbene i cichociemni fossero organizzati in collaborazione con il SOE, erano in gran parte indipendenti. La sezione polacca del SOE era l'unica che sceglieva liberamente i propri uomini e gestiva le proprie comunicazioni radio con il paese occupato. Le identità degli agenti polacchi erano note solo allo Stato maggiore polacco. Quelli trasportati in Polonia includevano soldati di tutti i gradi. Il più anziano aveva 54 anni, il più giovane 20. Di norma, tutti i volontari venivano promossi di un grado al momento del salto.

### La lotta
In Polonia i venivano assegnati principalmente a unità speciali della ZWZ e dell'Armia Krajowa. La maggior parte si unì a Wachlarz, Związek Odwetu e KeDyw. Molti divennero importanti ufficiali di stato maggiore dell'esercito segreto polacco e parteciparono all'operazione Tempest e alle rivolte a Vilnius, Leopoli e Varsavia.
Assunsero vari compiti nell'Europa occupata dai tedeschi: 37 lavoravano nell'intelligence, 50 erano operatori radio ed emissari, 24 ufficiali di stato maggiore, 22 aviatori e coordinatori di lanci di lancio, 11 istruttori di forze corazzate e istruttori di guerra anticarro presso scuole militari segrete, 3 erano addestrati alla falsificazione di documenti, 169 alle operazioni segrete e guerra partigiana. 28 erano emissari del governo polacco.

## Cichociemnicelebri
Tra i più importanti Cichociemni si possono citare:
| Grado                                                                              | Nome e pseudonimo                                                    | Data di lancio                   | Note |
| ---------------------------------------------------------------------------------- | -------------------------------------------------------------------- | -------------------------------- | --- |
| Capitano                                                                           | Józef Zabielski - Żbik                                               | 15 febbraio 1941                 | Paracadutato in Polonia nella prima operazione dei cichociemni, la notte del 15–16 febbraio 1941, con Stanisław Krzymowski e Czesław Raczkowski. |
| Colonnello                                                                         | Kazimierz Iranek-Osmecki - Antoni                                    | 14 marzo 1943                    | Comandante della Sezione II dello Stato maggiore dell'Armia Krajowa (spionaggio e controspionaggio); scoprì lo stabilimento di test delle V-1 e V-2 a Peenemünde; combatté nella rivolta di Varsavia. |
| Generale                                                                           | Leopold Okulicki - Niedźwiadek                                       | 14 marzo 1943                    | Ultimo comandante dell'Armia Krajowa dell'organizzazione Nie; arrestato dalla NKVD e condannato a dieci anni di detenzione nel Processo dei sedici; fu assassinato il 24 dicembre 1946 nella prigione di Butyrka a Mosca. |
| Second Lieutenant, later Lieutenant (now Brigadier-General rtd., an honorary rank) | Stefan Bałuk - Starba; Kubuś                                         | 10 April 1944                    | Specialista in falsificazione di documenti e microfotografia, operativo della sezione "Agaton", participante a operazioni di intelligence dell'Armia Krajowa. Durante la rivolta di Varsavia vice comandante del plotone "Agaton", infine comandante della "Communications Unit 59", un reparto di protezione dello Stato maggiore dell'Armia Krajowa. |
| Capitano                                                                           | Tadeusz Klimowski - Klon                                             | 7 gennaio 1942                   | Capo dello Stato maggiore della 27 Wołyńska Dywizja Piechoty (27ª divisione di fanteria) dell'Armia Krajowa |
| Secondo Tenente                                                                    | Tadeusz Chciuk-Celt - Sulima                                         | 28 dicembre 1941 e 4 aprile 1944 | L'unico cichociemni che partecipò a due missioni paracadutate (operazioni Jacket e Salamander) e tornò alla base |
| Capitano                                                                           | Adam Borys - Pług                                                    | 2 ottobre 1942                   | Organizzatore del gruppo Agat che combatté la Gestapo. La più famosa operazione dell'unità fu l'uccisione di Franz Kutschera, SS e capo della polizia a Varsavia (operazione Kutschera) |
| Capitano                                                                           | Władysław Kochański - Wujek / Bomba                                  | 2 settembre 1942                 | Organizzatore dell'Huta Stepańska. Rapito dai partigiani sovietici nel dicembre 1943 e imprigionato nei lager sovietici. Rilasciato nel 1956, tornò in Polonia, lavorò e studiò alla Scuola superiore di Economia. Si laureò nel 1963. Fu decorato con la Croce d'argento al valor militare. |
| Warrant Officer                                                                    | Adolf Pilch - Góra, Dolina                                           | 17 febbraio 1943                 | Organizzatore di un'unità partigiana nella zona di Nowogródek, combatté in 235 scontri tra il 3 giugno 1943 e il 17 gennaio 1945. |
| Tenente colonnello                                                                 | Maciej Kalenkiewicz - Kotwicz                                        | 28 dicembre 1941                 | Organizzatore dei cichociemni e principale pianificatore della operazione Ostra Brama, ucciso nella battaglia di Surkonty contro le forze di NKVD del 21 agosto 1944. |
| Tenente                                                                            | Józef Czuma - Skryty                                                 | 18 febbraio 1943                 | Organizzatore di un'unità partigiana con il suo nome nella zona di Varsavia, arrestato dalla Gestapo il 12 luglio 1944, probabilmente torturato a morte nella prigione Pawiak. |
| Tenente, poi Capitano                                                              | Stanisław Jankowski - Agaton                                         | 3 marzo 1942                     | Specialista in falsificazione, aiuto nella creazione del dipartimento di falsificazione di documenti dell'Esercito nazionale, nome in codice "sezione Agaton"; comandante del "Plotone Agaton" durante la rivolta di Varsavia; in seguito divenne aiutante di campo del comandante in capo dell'Esercito nazionale Tadeusz Bór-Komorowski. Sopravvisse alla guerra e diventò un noto architetto |
| Colonnello                                                                         | Józef Spychalski - Grudzień, Luty                                    | 31 marzo 1942                    | Comandante della zona dell'AK di Cracovia, arrestato dalla Gestapo il 24 marzo 1944. |
| Colonnello                                                                         | Roman Rudkowski                                                      | 26 gennaio 1943                  | Comandante del 3º distaccamento dello Stato maggiore dell'esercito nazionale (aeronautica e consegne aeree). |
| Maggiore                                                                           | Bolesław Kontrym                                                     | 2 settembre 1942                 | Organizzatore delle forze di polizia segrete, prese parte alla rivolta di Varsavia. Dopo la guerra fu arrestato dai servizi di sicurezza polacchi e giustiziato nel gennaio 1953. |
| Maggiore                                                                           | Hieronim Dekutowski "Zapora" "Odra", "Reżu", "Stary", "Henryk Zagon" | 16–17 settembre 1943             | Lanciato nella notte tra il 16 e il 17 settembre 1943 insieme a Bronisław Rachwał ("Glin") e Kazimierz Smolaker ("Nurek ") nell'ambito dell'operazione “Neon 1”. Fu ufficiale di Stato maggiore in un'unità dell'Esercito nazionale comandata da Tadeusz Kuncewicz, "Podkowa", poi divenne comandante della 4ª compagnia della 9ª Pułk Piechoty Legionów AK dell'Ispettorato locale dell'Esercito nazionale "Zamość". Oltre al sabotaggio e alla lotta contro le unità antipartigiane tedesche, nascose profughi ebrei nei suoi campi partigiani. Dopo la guerra si unì a Wolność i Niezawisłość. Arrestato dal servizio di sicurezza, torturato e processato in segreto il 3 novembre 1948, fu giustiziato il 7 marzo 1949. Il luogo di sepoltura è sconosciuto. |
| Maggiore (postumo)                                                                 | Wacław Kopisto "Kra"                                                 | 2 settembre 1942                 | Comandante di Kedyw nell'Ispettorato di Łuck, organizzò l'autodifesa polacca a Wołyń. Fu catturato dai sovietici nel 1944 e condannato a morte, commutato in 10 anni di detenzione in Siberia. Tornò in Polonia nel 1955. |
| Maggiore                                                                           | Jan Piwnik "Ponury"                                                  | 7 novembre 1941                  | Comandante del Kedyw nel distretto di Radom-Kielce. Organizzò una grande unità dell'Esercito nazionale, Zgrupowania Partyzanckie Armii Krajowej "Ponury". Fu ucciso in azione vicino al villaggio di Jewlaszcze il 16 giugno 1944. |
| Brigadier-General rtd. (grado onorifico)                                           | Elżbieta Zawacka - "Zelma", "Zo"                                     | 10 settembre 1943                | L'unica donna agente ad essere lanciata nella Polonia occupata; fece da corriere tra il quartier generale dell'esercito nazionale e il governo polacco in esilio. Dopo la guerra fu arrestata e torturata dai servizi di sicurezza e trascorse un lungo periodo in prigione. Proseguì poi gli studi accademici, conseguendo un dottorato di ricerca presso l'Università di Danzica. |
| Tenente colonnello                                                                 | Stanisław Dmowski - "Podlasiak"                                      | 27 dicembre 1944                 | Lanciato in Polonia per l'operazione Staszek 2, successivamente combatté nel battaglione "Andrzej" operante in Slesia, interrompendo le comunicazioni tedesche e disturbando le loro forze in ritirata. Dopo l'arrivo delle forze sovietiche restò a disposizione del comandante di area di Cracovia, dove era capo dell'Azione 2 e dell'intelligence militare, quartier generale dell'Esercito nazionale. |

## Perdite
Dei 344 uomini trasportati in Polonia 113 furono uccisi in azione :
- 84 in combattimenti contro i tedeschi, oppure arrestati e torturati a morte dalla Gestapo;
- 10 si suicidarono nelle carceri o nei campi di concentramento tedeschi;
- 10 furono giustiziati dai comunisti durante o dopo la guerra;
- 9 furono abbattuti con i loro aerei prima di raggiungere i loro obiettivi.

Dei 91 cichociemni che presero parte alla rivolta di Varsavia 18 furono uccisi in azione.

## Dopoguerra
Il primo libro sui cichociemni fu pubblicato in Inghilterra nel 1954. L'edizione polacca, Drogi cichociemnych: opowiadania zebrane i opracowane przez koło spadochroniarzy Armii Krajowej, fu pubblicata da Veritas; un'edizione inglese, The Unseen and Silent: Adventures from the Underground Movement, Narrated by Paratroops of the Polish Home Army, fu pubblicata da Sheed e Ward.
L'edizione polacca fu ripubblicata più volte in Inghilterra, l'ultima nel 1973. Una versione ridotta di Drogi cichociemnych uscì in due volumi nella Polonia comunista nel 1985 (casa editrice Kurs).
Il libro di memorie del generale Stefan Bałuk Byłem cichociemnym ("Ero un cichociemny"), fu pubblicato nel 2008. Aveva 94 anni quando uscì per la prima volta nelle librerie. Nel 2009 fuo tradotto in inglese come Silent and Unseen: I was a WW II Special Ops Commando .
Il 4 agosto 1995 l'unità delle forze speciali polacche GROM adottò il nome e le tradizioni dei cichociemni .
Telewizja Polska ha prodotto una serie cichociemni, Czas honoru ("Il tempo dell'onore", ovvero "Il momento della verità").